# Anne Whitney
Anne Whitney (ur. 2 września 1821 w Watertown, zm. 23 stycznia 1915 w Bostonie) – rzeźbiarka i poetka amerykańska. Urodziła się 2 września 1821 w Watertown w stanie Massachusetts. Jej rodzicami byli farmerzy Nathaniel Whitney i jego żona Sarah Stone Whitney. W 1859 wydała tom wierszy zatytułowany Poems. W 1860 została zawodową rzeźbiarką. Otworzyła atelier w Watertown. Po czterech latach nauki za granicą w 1872 (lub 1876) przeniosła studio do Bostonu. Wykonała między innymi posąg Samuela Adamsa eksponowany na Kapitolu w Waszyngtonie i pomnik Leifa Erikssona w Bostonie. Zmarła 23 stycznia 1915.